# Станіслав Барановський
Станіслав Барановський (25 березня 1935 — 27 серпня 1978) — польський гляціолог та керівник низки наукових експедицій до Шпіцбергена та Антарктиди. Загинув внаслідок нещасного випадку біля польської Антарктичної станції Арцтовський під час експедиції. На момент смерті він був завідувачем кафедри метеорології та кліматології Вроцлавського університету.
На його честь названі Полярна станція Станіслава Барановського у Шпіценберзі та льодовик Барановський.

## Біографія
Станіслав Барановський народився 25 березня 1935 року в Гдині, Польща. Закінчив Вроцлавський університет у 1955 році.
Займався дослідженнями гляціології та кліматології та брав участь у багатьох полярних експедиціях, починаючи з експедиції до Шпіцбергена під час Міжнародного геофізичного року (1957—1958). Згодом він організував та очолив низку польських експедицій до цього регіону, а також до Канади, Ісландії та гір Судетів у Польщі. Написав понад півсотні наукових статей і праць. У 1971 році став доцентом і завідувачем кафедри метеорології та кліматології Вроцлавського університету. Він отримав титул габілітованого доктора в 1976 році.
У січні 1978 року, сплячи біля польської антарктичної станції Генріка Арцтовського на острові Кінг Джордж на Південних Шетландських островах, він був отруєний газом, що витік з балона. Незважаючи на лікування, він ніколи не прийшов у свідомість і помер 27 серпня 1978 року в лікарні м. Битом, Польща.
На його честь названі Полярна станція Станіслава Барановського у Шпіценберзі, встановлена меморіальна таблиця. Льодовик Барановський також був названий на його честь.